# Mel Collins
Mel Collins (* 5. září 1947 ostrov Man), vlastním jménem Melvyn Desmond Collins, je britský rockový saxofonista a flétnista, známý jako studiový hudebník.
Spolupracoval s mnoha významnými muzikanty včetně Alexise Kornera, Erica Claptona, Bryana Ferryho, Rogera Chapmana nebo Marianne Faithfullové a skupin Clannad, Bad Company, Dire Straits, The Rolling Stones a Tears for Fears. Mel Collins byl rovněž členem art rockových skupiny King Crimson (1970–1972) a Camel (1977–1979) a hrál též se kapelami Caravan a The Alan Parsons Project.
V King Crimson nahradil Collins Iana McDonalda a se skupinou nahrál alba In the Wake of Poseidon, Lizard (obě 1970) a Islands (1971). V roce 1974 se podílel na albu Red jako studiový hráč.
U kapely Camel se Collins podílel na albech Rain Dances (1977), Breathless (1978) a jako studiový hráč též na I Can See Your House from Here (1979), Nude (1981) a Stationary Traveller (1984).
Po roce 2000 byl Collins společně s některými dalšími bývalými členy King Crimson členem revivalu této kapely, skupiny 21st Century Schizoid Band,
V roce 1978 zahrál Mel Collins saxofonové sólo na singlu „Miss You“ od The Rolling Stones, který se dostal do čela hitparády.
S některými hudebníky z King Crimson vydal v roce 2011 album A Scarcity of Miracles, o dva roky později se opětovně stal členem této skupiny, která v novém obsazení obnovila svoji aktivitu.